# Canon EOS D60
Canon EOS D60 är en digital systemkamera från Canon. Kameran presenterades 2 år efter D30-modellen.
Kameran har en upplösning på 6,3 megapixel.